# Сасовка (Закарпатская область)
Сасовка (укр. Сасівка) — село в Нелепинской сельской общине Мукачевского района Закарпатской области Украины.
Население по переписи 2001 года составляло 1412 человека. Почтовый индекс — 89309. Телефонный код — 3133. Занимает площадь 1,371 км². Код КОАТУУ — 2124083503.